# نافورة تريفي
نافورة تريفي(بالإيطالي:Fontana di Trevi، فونتانا دي تريفي) هي أكبر نافورة باروكية في روما وواحدة من أشهر النوافير في العالم. و يبلغ ارتفاعها 26 مترا، ويصل اتساعها إلى 20 مترا. يقصدها ملايين السياح سنويا أملا منهم بأن تتحقق أمنياتهم وفقا للأسطورة القديمة. وقد قام بتصميمها المعماري الإيطالي  نيكولا سالفي (1697-1751) Nicola salvi بأمر من البابا كليمنت الثاني عشر، لكنه توفي قبل أن ينهي عمله، فأكملها النحات Giuseppe Pannini.
. وتم الانتهاء منها والافتتاح سنة 1762.

## لمحة تاريخية (ماقبل 1629)
بنيت نافورة تريفي في القرن التاسع عشر قبل الميلاد، على نبع حكيت حوله أسطورة تحقيق الأمنيات.
ويروي التاريخ الإيطالي القديم أن عذراوات روما كن يأتين إلى النبع وهن معتقدات أن أمنياتهن بالزواج ستتحقق؛  ومن هنا ارتبطت به كلمة تريفي التي تعني "عذراء"  في اللغة الإيطالية. كما كانت تقصد النبع النساء المتزوجات الراغبات في الإنجاب حتى تحضين بتحقق حلم الأمومة لديهن.

## الرمزية الفنية لنافورة تريفي
اختير مكان نافورة تريفي  كونها تقع في تقاطع الطرق الثلاث والتي فيها قناة أكوا فيرجو (وهي واحدة من القنوات التي كانت تزود روما القديمة بالمياه في القرن التاسع عشر ). 
وجاء موقع تريفي تحت قصر ضخم عتيق تماثيله من الحجر والمرمر، تعكس مظهرا من مظاهر الحضارة الهندسية، والثقافية والمهنية التي كانت سائدة في روما خلال القرون الوسطى حيث يمثل تمثال نبتون الذي يجسد إله البحر نبتون عند الرومان وسط النافورة على عربة يجرها حصانان و محاطا بعذراوات الأسطورة اللاتينية الثلاث في رمزية للخصوبة والنقاء، فيما ترمز البركة إلى المحيطات ودائرتها البيضاء إلى الفصول الأربعة.

## رمي العملة
يعتقد الإيطاليون أنه إذا أعطى شخص ما ظهره للنافورة ثم قام برمي  قطعة نقدية في النافورة مستخدما ذراعه اليمنى فوق اليسرى فإن أمنيته ستتحقق، وأنه سيحظى بزيارة أخرى إلى روما إذا نجح في استعادة القطعة من داخل المياه الجارية.
تصل قيمة القطع النقدية التي تقذف في نافورة تريفي إلى مايقارب 2 مليون يورو سنويا. يقوم المشرفون بتنظيف النافورة كل ليلة اثنين حيث تجمع النقود وتذهب المبالغ لصالح صندوق الصليب الأحمر الدولي لمعالجة المرضى أو متضرري الحروب كما يخصص جزء منها لدعم المحلات التجارية للمحتاجين في روما.

## الترميم
خضعت نافورة تريفي إلى عملية ترميم واحدة سنة 1988 حيث تضررت بعض القطع بسبب التلوث، ثم خضعت لعملية ترميم ثانية سنة 1998 حيث أخليت تماما من الحجارة وتم إصلاح جميع التشققات والشروخ، كما أعيد تجهيز النافورة بمضخات إعادة التدوير.
وفي يناير 2013 تم الإعلان عن عملية ترميم جديدة بتمويل من دار الأزياء فيندي FENDI بالتنسيق مع سلطات روما.
وشملت عملية التجديد، التي كلفت ما يقارب 2,2 أورو، تزويد النافورة بمضخات جديدة للمياه ونظام إلكتروني لإبعاد الحمام عن حوافها كما تم تركيب أكثر من 100 ألف مصباح LED لتحسين الرؤية الليلية للنافورة.
بدأت عملية الترميم في يناير 2014 وانتهت في نوفمبر 2015، وافتتح في احتفال رسمي مساء 3 من نوفمبر 2015.

## معرض الصور

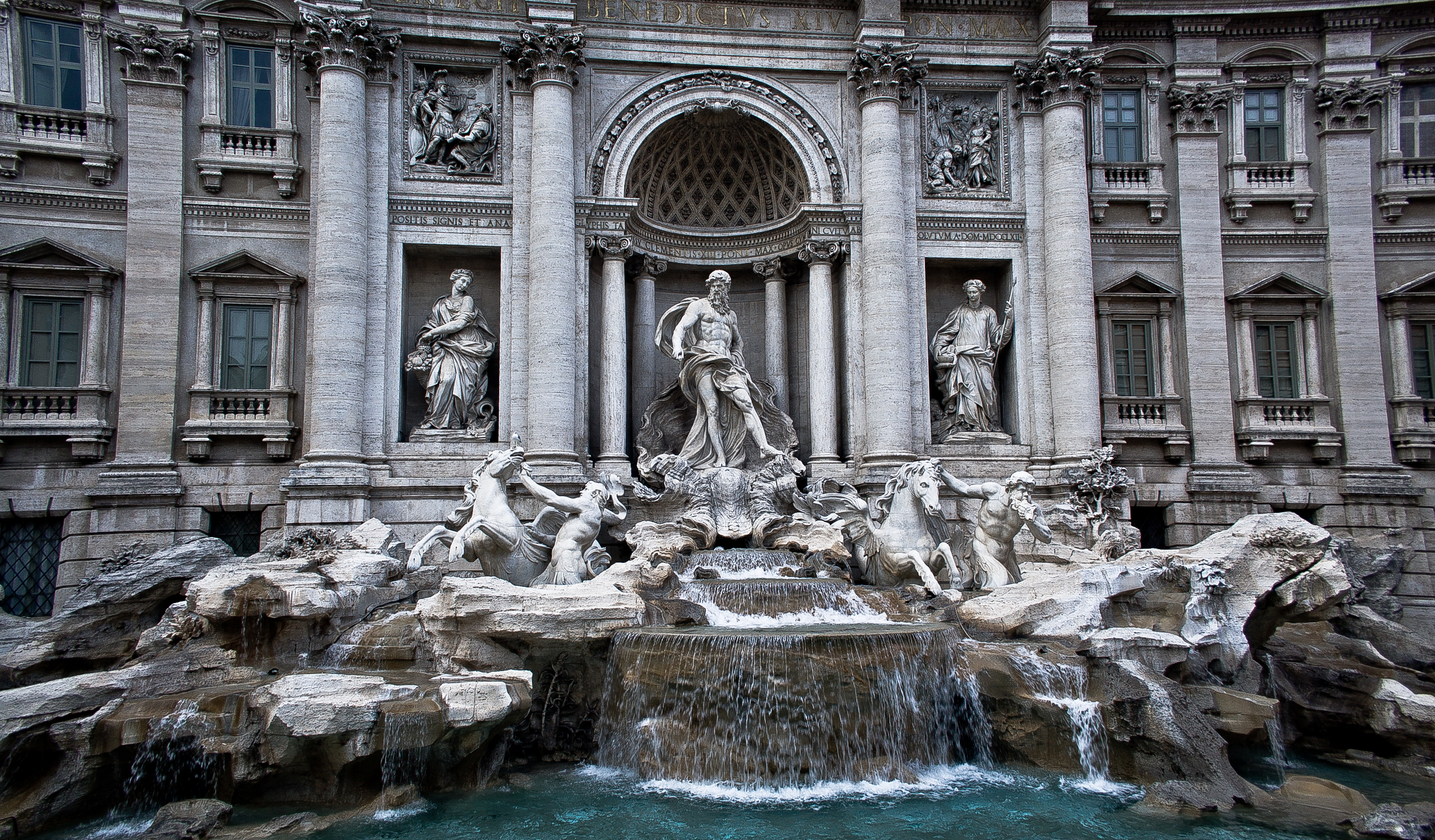
نافورة تريفي
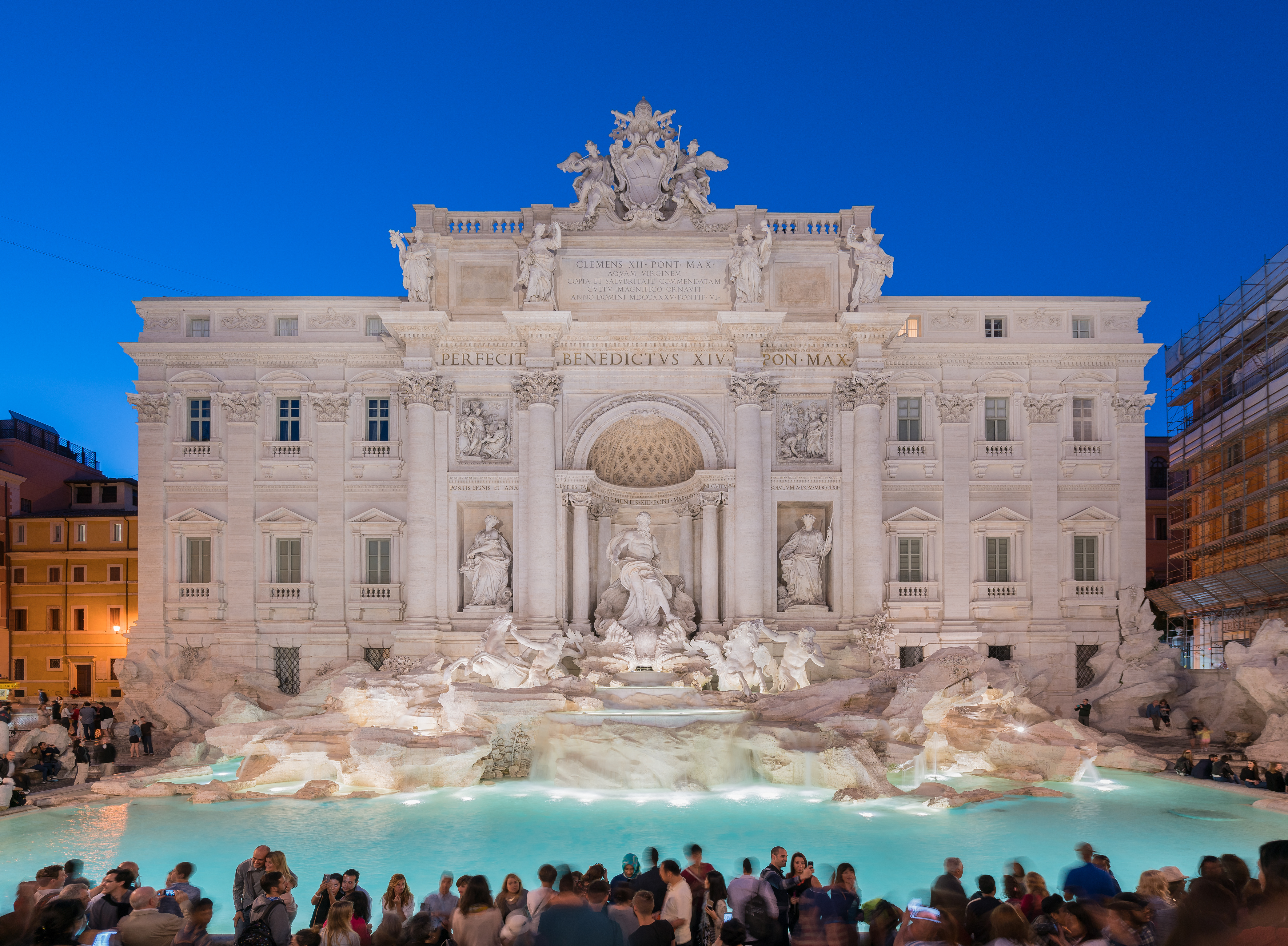
نافورة تريفي ليلا - وجاء موقعها تحت قصر ضخم عتيق يعكس مظهرا من مظاهر الحضارة الهندسية، والثقافية والمهنية التي كانت سائدة في روما خلال القرون الوسطى
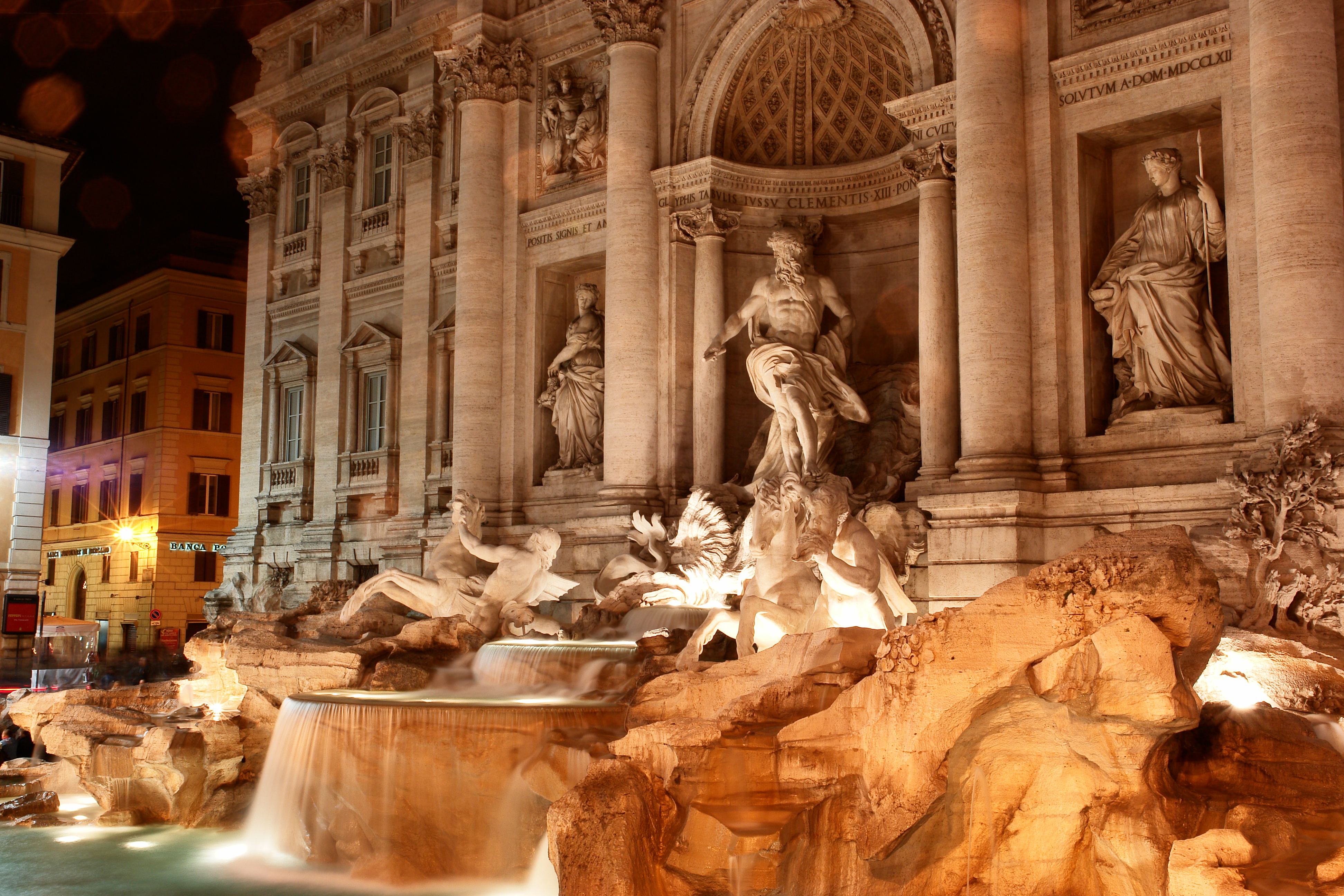
منحوتات تريفي ليلا - ويمثل تمثال نبتون الذي يجسد إله البحر نبتون عند الرومان وسط النافورة على عربة يجرها حصانان، و محاطا بعذراوات الأسطورة اللاتينية الثلاث في رمزية للخصوبة والنقاءة
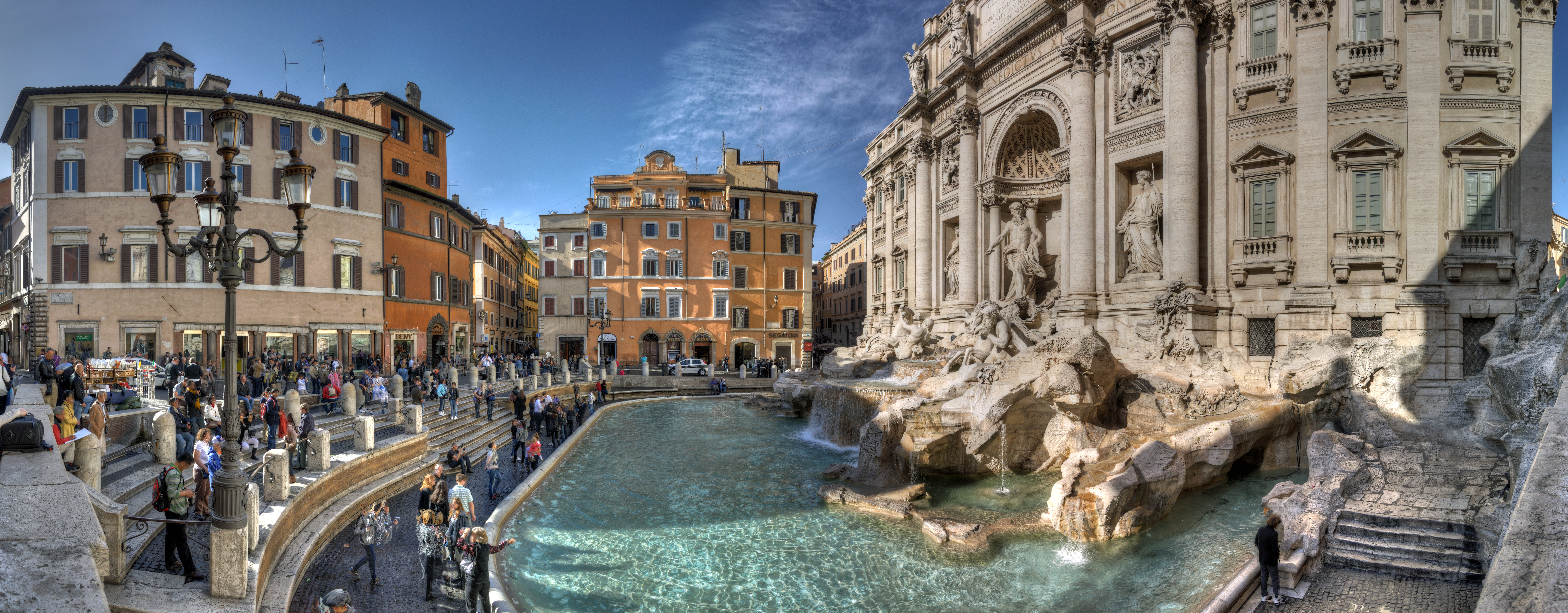
نافورة تريفي - نظرة من الجانب الأيمن
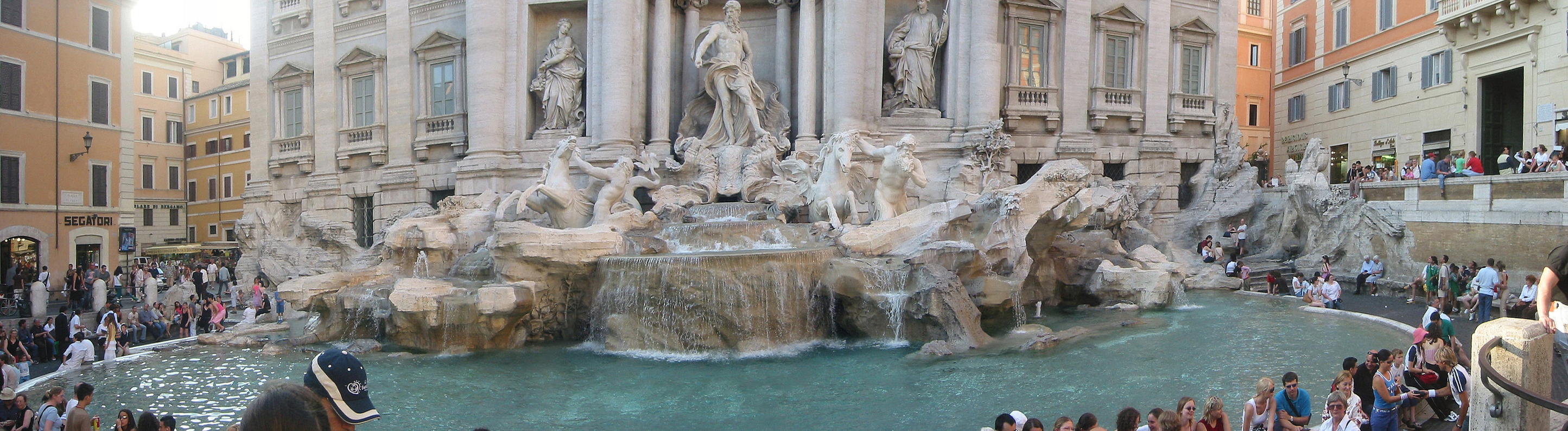
صورة بانورامية لنافورة تريفي
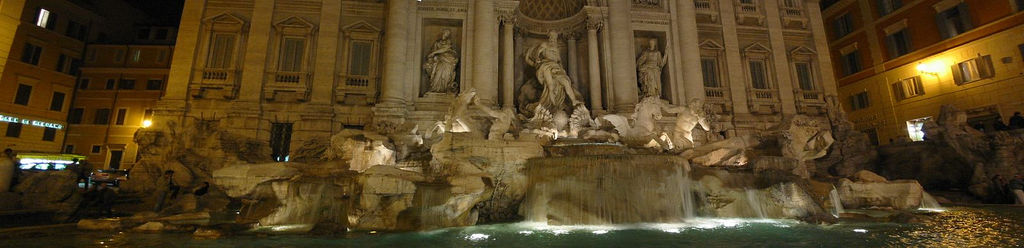
صورة بانورامية لنافورة تريفي ليلا
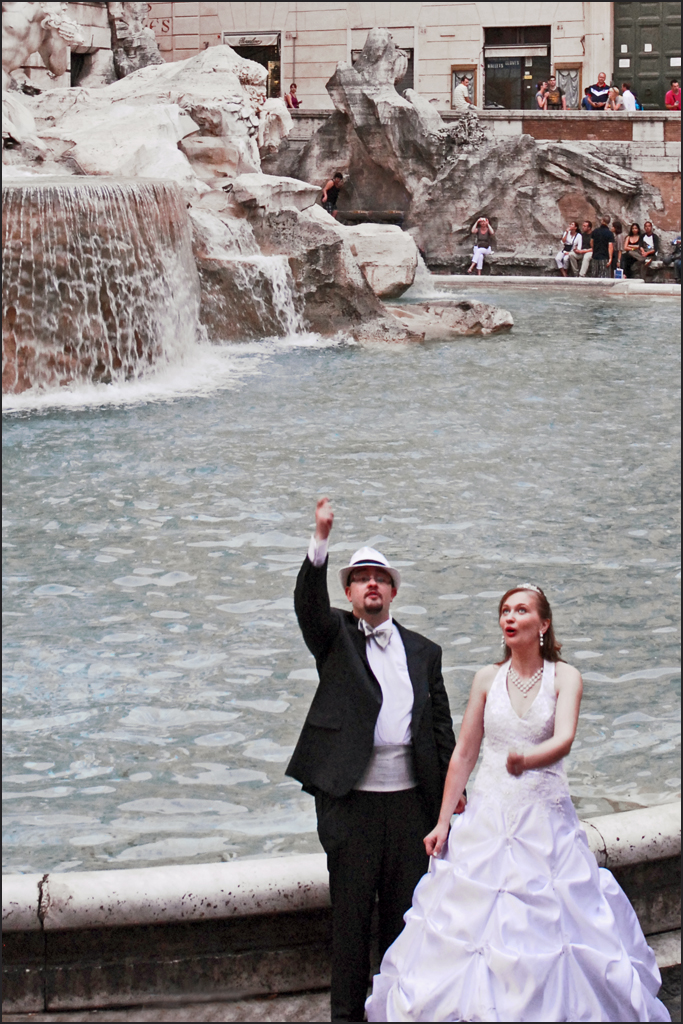
زوجان يرميان النقود المعدنية ليحظيا بتحقق أمنية سعيدة
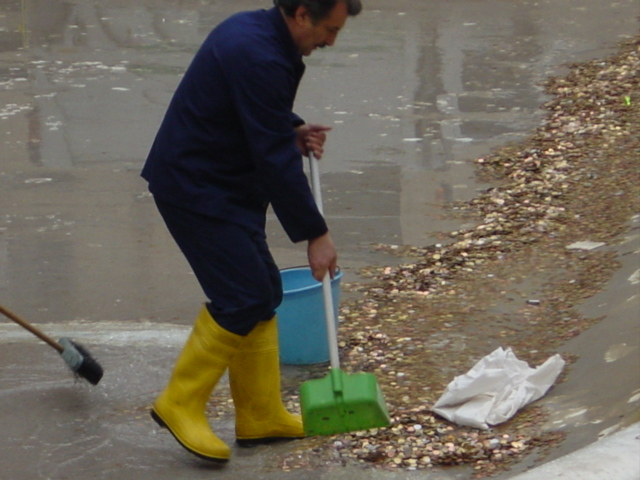
العمال يجمعون النقود من بركة تريفي